# 冰島—俄羅斯關係

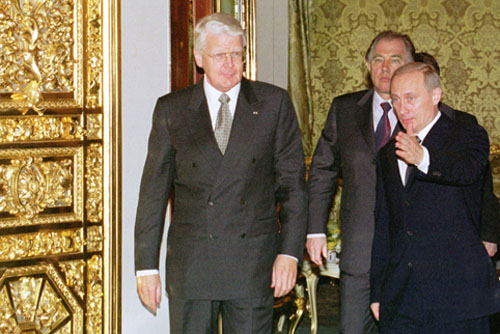
冰島總統奧拉維爾·拉格納·格里姆松與俄羅斯總統普京，攝於2002年克里姆林宮

冰島－俄羅斯關係（俄语：Российско-исландские отношения），是指俄罗斯联邦和冰島共和國之間的雙邊關係。俄羅斯在冰島首都雷克雅維克設有大使館。兩國曾在經貿方面關係密切。

## 歷史
蘇聯和冰島於1943年10月4日建交；1955年12月，兩國升格為大使級關係。自1975年至1991年，冰島在蘇聯設有貿易代表處；由1991至1995年，俄羅斯联邦於冰島設有貿易代表處。1997年，歷史上第一本《俄語－冰島語詞典》出版。2002年4月18日至24日，冰島總統格里姆松赴俄羅斯外訪，訪問了俄羅斯城市聖彼得堡、莫斯科、諾夫哥羅德和薩列哈爾德。
2008年，冰岛的傳統西方盟友拒絕提供財政援助，拯救該國面臨崩潰的銀行體系，因此冰岛總理蓋爾·哈爾德派出代表團，向俄國請求提供30億英鎊（約40億歐元）的援助；後來因應冰島成功向國際貨幣基金組織及丹麥、挪威等北歐國家中央銀行借得大筆貸款，遂將與俄罗斯協商的貸款額減至5億美元，但俄羅斯最終在於2009年10月14日宣布拒絕貸款。
2022年2月俄羅斯入侵烏克蘭後，冰岛总理卡特琳·雅各布斯多蒂爾谴责了俄罗斯的入侵行为，并跟隨歐美一同對俄國進行制裁。同年3月7日，俄羅斯聯邦政府通過對其採取「不友善舉動」的國家與地區名單，冰岛也被列入。2023年8月，因两国关系恶化，冰岛政府决定关闭其驻莫斯科的大使馆。

## 經貿關係
2003年，俄羅斯和冰島兩國之間的雙邊貿易總額為8970萬美元，其中冰島到俄羅斯的出口總額為380萬美元，俄羅斯到冰島的出口總額為7590萬美元。俄羅斯是冰島第九大出口國。俄羅斯出口到冰島的產品包括石油產品和鋁，而冰島出口到俄羅斯的產品則包括輪船、海產、紡織品和服裝、化肥以及工業設備。